# Biegi narciarskie na mistrzostwach świata juniorów w narciarstwie klasycznym – kategoria juniorek
Mistrzostwa świata juniorek w biegach narciarskich są częścią mistrzostw świata juniorów w narciarstwie klasycznym. Oficjalnie po raz pierwszy odbyły się w 1977 roku w szwajcarskim Sainte-Croix, a po roku przerwy, od 1979 roku odbywają się co roku. Mistrzostwa świata poprzedzone były mistrzostwami Europy (w których zawodnicy spoza Europy nie mogli startować), które rozgrywane były w latach 1968-1978.
Podczas pierwszej edycji w programie znalazły się indywidualny bieg krótki na 5 km oraz sztafeta w formacie 3 × 5 km. Od 1986 roku rozgrywane są indywidualne biegi długie. Od 1989 roku sztafety żeńskie odbywały się w formacie 4 × 5 km. Od 2000 roku rozgrywane są sprinty. W latach 2005–2018 biegi długie były rozgrywane jako biegi łączone 2 × 5 km. Kolejna zmiana miała miejsce w 2006 roku, kiedy ponownie zmieniono format sztafet. Od tego czasu żeńskie męskie rozgrywane są na dystansie 4 × 3,3 km.

## Wyniki

### Biegi krótkie
| rok  | miasto                | złoty medal                     | srebrny medal              | brązowy medal              |
| ---- | --------------------- | ------------------------------- | -------------------------- | -------------------------- |
| 1977 | Sainte-Croix          | Birgit Schreiber                | Lubow Zykowa               | Nadieżda Chamakowa         |
| 1979 | Mont-Sainte-Anne      | Marlies Rostock                 | Carina Sandberg            | Carola Anding              |
| 1980 | Örnsköldsvik          | Britt Pettersen                 | Ragnhild Bratberg          | Kerstin Jung               |
| 1981 | Schonach              | Anne Jahren                     | Hanne Krogstad             | Gina Messner               |
| 1982 | Murau                 | Hanne Krogstad                  | Manuela Di Centa           | Anfisa Romanowa            |
| 1983 | Kuopio                | Swietłana Sacharowa             | Hilde Pedersen             | Anfisa Romanowa            |
| 1984 | Trondheim             | Anfisa Romanowa                 | Hilde Pedersen             | Tamara Wołkowa             |
| 1985 | Täsch                 | Anna-Lena Fritzon               | Marianne Dahlmo            | Gaby Nestler               |
| 1986 | Lake Placid           | Lubow Jegorowa                  | Jelena Trubicyna           | Nina Østvold               |
| 1987 | Asiago                | Tatjana Bondariewa              | Jelena Trubicyna           | Venke Hatleberg            |
| 1988 | Saalfelden            | Tatjana Bondariewa              | Ann-Marie Karlsson         | Stefania Belmondo          |
| 1989 | Hamar                 | Stefania Belmondo               | Kicki Eskilsson            | Olga Daniłowa              |
| 1990 | Les Saisies           | Olga Daniłowa                   | Iveta Zelingerová          | Olga Kosmaczewa            |
| 1991 | Reit im Winkl         | Siri Halle                      | Kateřina Neumannová        | Satu Lyytikäinen           |
| 1992 | Vuokatti              | Kateřina Neumannová             | Bente Martinsen            | Karin Säterkvist           |
| 1993 | Harrachov             | Kateřina Neumannová             | Eva Kjerstadmo             | Katrin Apel                |
| 1994 | Breitenwang           | Irina Składniewa                | Milla Jauho                | Olga Zamorozowa            |
| 1995 | Gällivare             | Natalja Masałkina               | Kristina Šmigun            | Olga Zamorozowa            |
| 1996 | Asiago                | Maija Puukilainen               | Kristina Šmigun            | Julija Czepałowa           |
| 1997 | Canmore               | Kristina Šmigun                 | Mari Rauhala               | Piia Tarvainen             |
| 1998 | Sankt Moritz          | Katrin Šmigun                   | Claudia Künzel             | Zuzana Kocumová            |
| 1999 | Saalfelden            | Lina Andersson                  | Pirjo Manninen             | Marianna Longa             |
| 2000 | Szczyrbskie Jezioro   | Jekatierina Sczastliwa          | Pirjo Manninen             | Evi Sachenbacher           |
| 2001 | Karpacz               | Lina Andersson                  | Pirjo Manninen             | Carin Holmberg             |
| 2002 | Schonach              | Élodie Bourgeois-Pin            | Cecile Storti              | Irina Terentjeva           |
| 2003 | Sollefteå             | Mona-Liisa Malvalehto           | Jekatierina Woroncowa      | Jelena Płocka              |
| 2004 | Stryn                 | Irina Chazowa                   | Anna Sliepowa              | Walentina Nowikowa         |
| 2005 | Rovaniemi             | Natalja Iljina                  | Julia Kolesniczenko        | Betty Ann Bjerkreim Nilsen |
| 2006 | Kranj                 | Astrid Jacobsen                 | Eva Nývltová               | Charlotte Kalla            |
| 2007 | Tarvisio              | Charlotte Kalla                 | Marthe Kristoffersen       | Astrid Jacobsen            |
| 2008 | Malles Venosta        | Therese Johaug                  | Ingvild Flugstad Østberg   | Lucia Joas                 |
| 2009 | Praz de Lys – Sommand | Ingvild Flugstad Østberg        | Lisa Larsen                | Hilde Lauvhaug             |
| 2010 | Hinterzarten          | Krista Lähteenmäki              | Ingvild Flugstad Østberg   | Hanna Brodin               |
| 2011 | Otepää                | Ragnhild Haga                   | Kari Øyre Slind            | Heidi Weng                 |
| 2012 | Erzurum               | Natalja Żukowa                  | Jelena Sobolewa            | Jelena Sierochwostowa      |
| 2013 | Liberec               | Victoria Carl                   | Teresa Stadlober           | Anastasija Siedowa         |
| 2014 | Val di Fiemme         | Natalja Niepriajewa             | Sofia Henriksson           | Anastasija Siedowa         |
| 2015 | Ałmaty                | Victoria Carl                   | Anastasija Siedowa         | Natalja Niepriajewa        |
| 2016 | Râșnov                | Marte Mæhlum Johansen           | Lotta Udnes Weng           | Antonia Fräbel             |
| 2017 | Park City             | Ebba Andersson                  | Marte Mæhlum Johansen      | Marija Istomina            |
| 2018 | Kandersteg            | Polina Niekrasowa               | Hailey Swirbul             | Anita Korva                |
| 2019 | Lahti                 | Frida Karlsson                  | Helene Marie Fossesholm    | Anita Korva                |
| 2020 | Oberwiesenthal        | Helene Marie Fossesholm         | Lisa Lohmann               | Izabela Marcisz            |
| 2021 | Vuokatti              | Margrethe Bergane               | Lisa Eriksson              | Helen Hoffmann             |
| 2022 | Lygna                 | Helen Hoffmann                  | Lisa Eriksson              | Tuva Anine Brusveen-Jensen |
| 2023 | Whistler              | Milla Grosberghaugen Andreassen | Tuva Anine Brusveen-Jensen | Marina Kälin               |

### Biegi długie
15 km w latach 1986-2004 i od 2019, 2 × 5 km w latach 2005-2018.
| rok  | miasto                | złoty medal                     | srebrny medal              | brązowy medal              |
| ---- | --------------------- | ------------------------------- | -------------------------- | -------------------------- |
| 1986 | Lake Placid           | Gaby Nestler                    | Lubow Jegorowa             | Jelena Trubicyna           |
| 1987 | Asiago                | Jelena Trubicyna                | Simone Greiner-Petter      | Magdalena Wallin           |
| 1988 | Saalfelden            | Gabriele Heß                    | Heike Wezel                | Sylke Meyer                |
| 1989 | Hamar                 | Stefania Belmondo               | Marie Josée Pepin          | Mari Hietala               |
| 1990 | Les Saisies           | Gabriele Heß                    | Soňa Mihoková              | Olga Daniłowa              |
| 1991 | Reit im Winkl         | Gabriele Heß                    | Barbara Mettler            | Siri Halle                 |
| 1992 | Vuokatti              | Olga Korniejewa                 | Anke Reschwamm             | Iveta Zelingerová          |
| 1993 | Harrachov             | Irina Składniewa                | Julija Czepałowa           | Kateřina Neumannová        |
| 1994 | Breitenwang           | Julija Czepałowa                | Olga Zamorozowa            | Irina Składniewa           |
| 1995 | Gällivare             | Julija Czepałowa                | Kristina Šmigun            | Natalja Masałkina          |
| 1996 | Asiago                | Julija Czepałowa                | Kristina Šmigun            | Sanna Virtanen             |
| 1997 | Canmore               | Kristina Šmigun                 | Katrin Šmigun              | Tatjana Moroz              |
| 1998 | Sankt Moritz          | Hilde Glomsås                   | Marina Łajska              | Katrin Šmigun              |
| 1999 | Saalfelden            | Zuzana Kocumová                 | Katrin Šmigun              | Evi Sachenbacher           |
| 2000 | Szczyrbskie Jezioro   | Evi Sachenbacher                | Jekatierina Sczastliwa     | Pirjo Manninen             |
| 2001 | Karpacz               | Pirjo Manninen                  | Lina Andersson             | Seraina Mischol            |
| 2002 | Schonach              | Jewgienija Krawcowa             | Ellen Sandbakken           | Mona-Liisa Malvalehto      |
| 2003 | Sollefteå             | Jekatierina Woroncowa           | Maria Rydqvist             | Irina Chazowa              |
| 2004 | Stryn                 | Irina Chazowa                   | Antje Dittrich             | Marion Ruf                 |
| 2005 | Rovaniemi             | Marte Elden                     | Olga Tiagaj                | Betty Ann Bjerkreim Nilsen |
| 2006 | Kranj                 | Charlotte Kalla                 | Betty Ann Bjerkreim Nilsen | Eva Nývltová               |
| 2007 | Tarvisio              | Charlotte Kalla                 | Marte Monrad-Hansen        | Therese Johaug             |
| 2008 | Malles Venosta        | Therese Johaug                  | Laure Barthélémy           | Lisa Larsen                |
| 2009 | Praz de Lys – Sommand | Ingvild Flugstad Østberg        | Krista Lähteenmäki         | Hanna Brodin               |
| 2010 | Hinterzarten          | Ingvild Flugstad Østberg        | Heidi Weng                 | Tuva Toftdahl Staver       |
| 2011 | Otepää                | Heidi Weng                      | Martine Ek Hagen           | Helene Jacob               |
| 2012 | Erzurum               | Nika Razinger                   | Lea Einfalt                | Nadieżda Szuniajewa        |
| 2013 | Liberec               | Teresa Stadlober                | Nadieżda Szuniajewa        | Alisa Żambałowa            |
| 2014 | Val di Fiemme         | Sarah Schaber                   | Alisa Żambałowa            | Anna Dyvik                 |
| 2015 | Ałmaty                | Sofie Nordsveen Hustad          | Victoria Carl              | Ebba Andersson             |
| 2016 | Râșnov                | Ebba Andersson                  | Katharina Hennig           | Tiril Udnes Weng           |
| 2017 | Park City             | Marte Mæhlum Johansen           | Ebba Andersson             | Katharine Ogden            |
| 2018 | Kandersteg            | Frida Karlsson                  | Lone Johansen              | Hailey Swirbul             |
| 2019 | Lahti                 | Frida Karlsson                  | Helene Marie Fossesholm    | Anita Korva                |
| 2020 | Oberwiesenthal        | Helene Marie Fossesholm         | Izabela Marcisz            | Siri Wigger                |
| 2021 | Vuokatti              | Wieronika Stiepanowa            | Jewgienija Krupicka        | Margrethe Bergane          |
| 2022 | Lygna                 | Darja Niepriajewa               | Jelizawieta Bekiszewa      | Emma Kirkeberg Mørk        |
| 2023 | Whistler              | Milla Grosberghaugen Andreassen | Lisa Eriksson              | Eevi-Inkeri Tossavainen    |

### Sprint
| rok  | miasto                | złoty medal              | srebrny medal                   | brązowy medal          |
| ---- | --------------------- | ------------------------ | ------------------------------- | ---------------------- |
| 2000 | Szczyrbskie Jezioro   | Pirjo Manninen           | Jekatierina Sczastliwa          | Christina Kelder       |
| 2001 | Karpacz               | Pirjo Manninen           | Ingrid Narum                    | Kirsi Perälä           |
| 2002 | Schonach              | Mona-Liisa Malvalehto    | Nicole Fessel                   | Kjersti Nordberg       |
| 2003 | Sollefteå             | Nicole Fessel            | Justyna Kowalczyk               | Christine Mathiesen    |
| 2004 | Stryn                 | Astrid Øvstedal          | Ida Ingemarsdotter              | Walentina Nowikowa     |
| 2005 | Rovaniemi             | Kari Vikhagen Gjeitnes   | Astrid Jacobsen                 | Ida Ingemarsdotter     |
| 2006 | Kranj                 | Astrid Jacobsen          | Natalja Matwiejewa              | Celine Brun-Lie        |
| 2007 | Tarvisio              | Astrid Jacobsen          | Charlotte Kalla                 | Denise Herrmann        |
| 2008 | Malles Venosta        | Laure Barthélémy         | Aurélie Dabudyk                 | Lucia Joas             |
| 2009 | Praz de Lys – Sommand | Ingvild Flugstad Østberg | Hanna Brodin                    | Maiken Caspersen Falla |
| 2010 | Hinterzarten          | Hanna Brodin             | Ingvild Flugstad Østberg        | Kari Øyre Slind        |
| 2011 | Otepää                | Lucia Joas               | Kari Øyre Slind                 | Ragnhild Haga          |
| 2012 | Erzurum               | Stina Nilsson            | Evelina Settlin                 | Christa Jäger          |
| 2013 | Liberec               | Stina Nilsson            | Victoria Carl                   | Jewgienija Oszczepkowa |
| 2014 | Val di Fiemme         | Jonna Sundling           | Lotta Udnes Weng                | Julija Biełorukowa     |
| 2015 | Ałmaty                | Victoria Carl            | Julija Biełorukowa              | Natalja Niepriajewa    |
| 2016 | Râșnov                | Amalie Håkonsen Ous      | Lotta Udnes Weng                | Jenny Solin            |
| 2017 | Park City             | Polina Niekrasowa        | Antonia Fräbel                  | Coletta Rydzek         |
| 2018 | Kandersteg            | Moa Lundgren             | Kristine Stavås Skistad         | Frida Karlsson         |
| 2019 | Lahti                 | Kristine Stavås Skistad  | Monika Skinder                  | Anita Korva            |
| 2020 | Oberwiesenthal        | Louise Lindström         | Izabela Marcisz                 | Siri Wigger            |
| 2021 | Vuokatti              | Monika Skinder           | Moa Hansson                     | Karolina Kaleta        |
| 2022 | Lygna                 | Maria Hartz Melling      | Märta Rosenberg                 | Jelizawieta Bekiszewa  |
| 2023 | Whistler              | Eevi-Inkeri Tossavainen  | Milla Grosberghaugen Andreassen | Lisa Eriksson          |

### Sztafeta
| rok  | miejsce               | złoty medal                                                                                          | srebrny medal                                                                              | brązowy medal                                                                           |
| 1977 | Sainte-Croix          | NRD Marlies Rostock · Elvira Pechmann · Birgit Schreiber                                             | RFN Regina Stoib · Susi Riermeier · Karin Jäger                                            | Norwegia Tove-Grethe Solheim · Vigdis Kalmo · Kitty Dahl                                |
| 1979 | Mont-Sainte-Anne      | NRD Marlies Rostock · Carola Anding · Birgit Schreiber                                               | Szwecja Eva Ludvigsson · Eva Lundqvist · Carina Sandberg                                   | ZSRR Marina Maszanowa · Gulnur Miatorowa · Marija Tomasewicz                            |
| 1980 | Örnsköldsvik          | Norwegia Ragnhild Bratberg · Grete Ingeborg Nykkelmo · Brit Pettersen                                | Finlandia Kirsi Hyvärinen · Merja Oinonen · Eija Hyytiäinen                                | Szwecja Eva Ludvigsson · Karin Lamberg-Skog · Stina Karlsson                            |
| 1981 | Schonach              | Norwegia Nina Skeime · Anne Jahren · Hanne Krogstad                                                  | NRD Simone Butters · Beate Witscher · Gina Messner                                         | ZSRR Julija Szamszurina · Lilija Wasilczenko · Jelena Klimowa                           |
| 1982 | Murau                 | Norwegia Kari Syrdalen · Hanne Krogstad · Anne Jahren                                                | Finlandia Tuulikki Pyykkönen · Marjo Matikainen · Jaana Savolainen                         | NRD Kerstin Seidel · Kerstin Moring · Steffi Messner                                    |
| 1983 | Kuopio                | Finlandia Marjo Matikainen · Jaana Savolainen · Riikka Salonen                                       | Norwegia Ellen Lunde · Solveig Pedersen · Hilde Pedersen                                   | ZSRR Anfisa Romanowa · Swietłana Nikitina · Swietłana Sacharowa                         |
| 1984 | Trondheim             | Norwegia Marit Elveos · Bente Meisingseth · Hilde Pedersen                                           | ZSRR Swietłana Nikitina · Tamara Wołkowa · Anfisa Romanowa                                 | NRD Manuela Drescher · Silke Meyer · Antje Misersky                                     |
| 1985 | Täsch                 | ZSRR Łarisa Pticyna · Lubow Jegorowa · Julija Szarkowa                                               | Szwecja Magdalena Wallin · Marie-Helene Westin · Anna-Lena Fritzon                         | NRD Manuela Drescher · Gaby Nestler · Antje Misersky                                    |
| 1986 | Lake Placid           | Norwegia Marianne Myklebust · Nina Østvold · Trude Dybendahl                                         | ZSRR Jelena Trubicyna · Lubow Jegorowa · Tatjana Bondariewa                                | Szwecja Ing-Marie Carlström · Anna-Karin Olander · Magdalena Wallin                     |
| 1987 | Asiago                | ZSRR Lilija Wasiljewa · Tatjana Bondariewa · Jelena Trubicyna                                        | NRD Simone Greiner-Petter · Silke Braun · Heike Wezel                                      | Finlandia Elina Tamminen · Sari Salminen · Jaana Hirvonen                               |
| 1988 | Saalfelden            | NRD Sylke Meyer · Heike Wezel · Gabriele Heß                                                         | ZSRR Swietłana Michiejewa · Walentina Smirnowa · Tatjana Bondariewa                        | Włochy Laura Bettega · Lorella Baron · Stefania Belmondo                                |
| 1989 | Hamar                 | ZSRR Olga Daniłowa · Inessa Jarkowa · Natalja Zajewa · Jelena Grenros                                | Szwecja Anette Fanqvist · Karin Öhman · Annika Evaldsson · Kicki Eskilsson                 | Czechosłowacja Lenka Tučková · Eva Pradecková · Iveta Zelingerová · Soňa Mihoková       |
| 1990 | Les Saisies           | ZSRR Olga Daniłowa · Olga Kosmaczewa · Irina Pridannikowa · Walentina Smirnowa                       | NRD Katrin Apel · Steffi Kramer · Gabriele Heß · Ramona Henke                              | Szwajcaria Beatrice Schranz · Natascia Leonardi · Elvira Knecht · Barbara Mettler       |
| 1991 | Reit im Winkl         | Norwegia Bente Martinsen · Liv Paulsen · Cecilie Mjøen · Siri Halle                                  | ZSRR Tatjana Podmazo · Irina Pridannikowa · Olga Korniejewa · Walentina Smirnowa           | Finlandia Satu Lyytikäinen · Reija Linnamaa · Anne Törö · Jaana Ahonen                  |
| 1992 | Vuokatti              | Finlandia Satu Salonen · Marianne Hyvärinen · Johanna Lindholm · Ann-Mary Ähtävä                     | Czechosłowacja Martina Chlumová · Kateřina Neumannová · Lucie Klusová · Iveta Zelingerová  | Szwecja Annika Asklund · Sara Hugg · Elin Ek · Karin Säterkvist                         |
| 1993 | Harrachov             | Norwegia Natalja Masałkina · Olga Zamorozowa · Julija Czepałowa · Irina Składniewa                   | Szwecja Sara Akerström · Elin Ek · Sara Hugg · Anna Carin Olofsson                         | Finlandia Sari Koskinen · Satu Lyytikäinen · Annette Kullman · Johanna Lindholm         |
| 1994 | Breitenwang           | Czechy Jana Šaldová · Jana Rázlová · Kateřina Hanušová · Lucie Hanušová                              | Japonia Yukino Sato · Sumiko Yokoyama · Yuko Takeda · Midori Furusawa                      | Włochy Debora Pomare · Barbara Giacomuzzi · Roberta Tarter · Lara Peyrot                |
| 1995 | Gällivare             | Rosja Olga Zamorozowa · Natalja Masałkina · Jelena Rodina · Julija Czepałowa                         | Czechy Jana Šaldová · Marcela Kubištová · Kateřina Hanušová · Lucie Hanušová               | Finlandia Virpi Kuitunen · Milla Jauho · Kati Sundqvist · Kati Pulkkinen                |
| 1996 | Asiago                | Rosja Marina Łajska · Olga Szebołkina · Jelena Arbutowa · Julija Czepałowa                           | Niemcy Ramona Roth · Isabel Klaus · Sigrid Lang · Lena Erhard                              | Finlandia Anna Pienimäki · Maija Puukilainen · Salla Juntunen · Sanna Virtanen          |
| 1997 | Canmore               | Włochy Marianna Longa · Saskia Santer · Arianna Follis · Lorenza Cosner                              | Finlandia Maija Puukilainen · Mari Rauhala · Piia Tarvainen · Salla Juntunen               | Norwegia Hilde Glomsås · Marit Roaldseth · Hanne Pettersen Bjørnstad · Rønnaug Schei    |
| 1998 | Sankt Moritz          | Szwecja Lina Andersson · Jenny Olsson · Anna-Karin Strömstedt · Mariana Handler                      | Finlandia Krista Uusitalo · Jenni Suikka · Piia Tarvainen · Pirjo Manninen                 | Rosja Marina Łajska · Ludmiła Bołtniewa · Tatjana Wodołazowa · Olga Moskalenko          |
| 1999 | Saalfelden            | Finlandia Krista Uusitalo · Maija Saarinen · Aino-Kaisa Saarinen · Ron Spanuth                       | Szwecja Mathias Almgren · Fredrik Persson · Andreas Karlsson · Pirjo Manninen              | Norwegia Marit Bjørgen · Gro Strandbråten · Jorunn Øye · Anja Veum                      |
| 2000 | Szczyrbskie Jezioro   | Szwecja Lina Andersson · Carin Holmberg · Sandra Hansson · Mariana Handler                           | Rosja Jewgienija Aleksjutina · Anastasija Kazakuł · Irina Iwanowa · Jekatierina Sczastliwa | Norwegia Marit Bjørgen · Kine Beate Bjørnås · Laila Selbæk · Vibeke Skofterud           |
| 2001 | Karpacz               | Finlandia Mona-Liisa Malvalehto · Heidi Sundberg · Riikka Sarasoja · Pirjo Manninen                  | Niemcy Verena Kleine · Kathrin Höfler · Anja Krellner · Stefanie Böhler                    | Szwecja Lina Andersson · Carin Holmberg · Maria Rydqvist · Hanna Forsberg               |
| 2002 | Schonach              | Konkurs został odwołany                                                                              | Konkurs został odwołany                                                                    | Konkurs został odwołany                                                                 |
| 2003 | Sollefteå             | Rosja Walentina Nowikowa · Jelena Płocka · Irina Chazowa · Jekatierina Woroncowa                     | Finlandia Reetta Jääskeläinen · Mona-Liisa Malvalehto · Hilla Herranen · Lotta Puttonen    | Szwecja Julia Limby · Helena Kallander · Hanna Forsberg · Maria Rydqvist                |
| 2004 | Stryn                 | Rosja Walentina Nowikowa · Anna Sliepowa · Natalja Iljina · Irina Chazowa                            | Czechy Eva Nývltová · Lenka Munclingerová · Petra Markelová · Ivana Janečková              | Niemcy Antje Dittrich · Nadine Bachmann · Julia Swieder · Marion Ruf                    |
| 2005 | Rovaniemi             | Norwegia Astrid Jacobsen · Caroline Tangen · Betty Ann Bjerkreim Nilsen · Marte Elden                | Rosja Olga Tiagaj · Julija Kolesniczenko · Natalja Iljina · Jewgienija Bazarnowa           | Czechy Eliska Hajková · Martina Chrástková · Lenka Munclingerová · Eva Nývltová         |
| 2006 | Kranj                 | Norwegia Ingunn Weltzien · Marit Liland Fredriksen · Marte Elden · Betty Ann Bjerkreim Nilsen        | Szwecja Emma Bergman · Anna Simberg · Anna Hansson · Charlotte Kalla                       | Rosja Nina Riusina · Łarisa Szajdurowa · Tatjana Morogowa · Swietłana Nikołajewa        |
| 2007 | Tarvisio              | Norwegia Celine Brun-Lie · Therese Johaug · Marte Monrad-Hansen · Astrid Jacobsen                    | Szwecja Mia Eriksson · Eva Svensson · Anna Simberg · Charlotte Kalla                       | Finlandia Satu Annila · Kerttu Niskanen · Anne Kyllönen · Mari Laukkanen                |
| 2008 | Malles Venosta        | Norwegia Celine Brun-Lie · Therese Johaug · Ingvild Flugstad Østberg · Marthe Kristoffersen          | Szwecja Hanna Brodin · Therese Svensson · Lisa Larsen · Hanna Falk                         | Finlandia Johanna Heinanen · Kerttu Niskanen · Satu Annila · Krista Lähteenmäki         |
| 2009 | Praz de Lys – Sommand | Norwegia Maiken Caspersen Falla · Marthe Kristoffersen · Hilde Lauvhaug · Ingvild Flugstad Østberg   | Szwecja Hanna Brodin · Emma Wiken · Lisa Larsen · Hanna Falk                               | Niemcy Karolin Wilhelm · Lucia Joas · Monique Siegel · Hanna Brodin                     |
| 2010 | Hinterzarten          | Norwegia Kari Øyre Slind · Heidi Weng · Tuva Toftdahl · Ingvild Flugstad Østberg                     | Finlandia Maria Grundvall · Marjaana Pitkänen · Tanja Kauppinen · Krista Lähteenmäki       | Szwecja Maria Nordström · Lisa Larsen · Madelaine Thorn · Thomas Bing                   |
| 2011 | Otepää                | Norwegia Ragnhild Haga · Martine Ek Hagen · Heidi Weng · Kari Øyre Slind                             | Rosja Jelena Sierochwostowa · Anna Sczerbinina · Anna Nieczajewska · Jelena Sobolewa       | Niemcy Lucia Joas · Theresa Eichhorn · Helene Jacob · Hanna Kolb                        |
| 2012 | Erzurum               | Rosja Jelena Sierochwostowa · Natalja Żukowa · Nadieżda Szuniajewa · Jelena Sobolewa                 | Szwecja Evelina Settlin · Sofia Henriksson · Jonna Sundling · Stina Nilsson                | Słowenia Anja Eržen · Anamarija Lampič · Lea Einfalt · Nika Razinger                    |
| 2013 | Liberec               | Szwecja Julia Svan · Sofia Henriksson · Jonna Sundling · Stina Nilsson                               | Rosja Alisa Żambałowa · Natalja Niepriajewa · Anastasija Siedowa · Nadieżda Szuniajewa     | Niemcy Laura Gimmler · Katharina Hennig · Julia Belger · Victoria Carl                  |
| 2014 | Val di Fiemme         | Szwecja Anna Dyvik · Sofia Henriksson · Jonna Sundling · Maja Dahlqvist                              | Rosja Alisa Żambałowa · Julija Biełorukowa · Anastasija Siedowa · Natalja Niepriajewa      | Norwegia Lovise Heimdal · Ingeranne Strøm Nakstad · Tiril Udnes Weng · Lotta Udnes Weng |
| 2015 | Ałmaty                | Norwegia Tiril Udnes Weng · Julie Myhre · Sofie Nordsveen Hustad · Lotta Udnes Weng                  | Rosja Jana Kirpiczenko · Natalja Niepriajewa · Anastasija Siedowa · Julija Biełorukowa     | Niemcy Nadine Herrmann · Katharina Hennig · Sofie Krehl · Victoria Carl                 |
| 2016 | Râșnov                | Szwecja Emma Ribom · Elina Rönnlund · Ebba Andersson · Jenny Solin                                   | Norwegia Amalie Håkonsen Ous · Marte Mæhlum Johansen · Tiril Udnes Weng · Lotta Udnes Weng | Rosja Polina Niekrasowa · Aleksandra Gołubicka · Jana Kirpiczenko · Olga Kuczeruk       |
| 2017 | Park City             | Rosja Polina Niekrasowa · Lidija Durkina · Anna Żeriebiatjewa · Marija Istomina                      | Włochy Martina Bellini · Anna Comarella · Francesca Franchi · Cristina Pittin              | Stany Zjednoczone Hailey Swirbul · Julia Kern · Hannah Halvorsen · Katharine Ogden      |
| 2018 | Kandersteg            | Niemcy Alexandra Danner · Celine Mayer · Lisa Lohmann · Anna-Maria Dietze                            | Rosja Polina Niekrasowa · Hristina Matsokina · Nina Dobotołkina · Maja Jakunina            | Szwecja Tua Dahlgren · Frida Karlsson · Alicia Persson · Johanna Hagström               |
| 2019 | Lahti                 | Norwegia Kristin Austgulen Fosnæs · Astrid Stav · Helene Marie Fossesholm · Kristine Stavås Skistad  | Rosja Anastasija Falejewa · Kristina Kuskowa · Wieronika Stiepanowa · Anna Gruchwina       | Szwecja Louise Lindström · Frida Karlsson · Tilde Baangman · Linn Svahn                 |
| 2020 | Oberwiesenthal        | Szwajcaria Nadja Kälin · Siri Wigger · Anja Weber · Anja Lozza                                       | Stany Zjednoczone Sydney Palmer-Leger · Kendall Kramer · Sophia Laukli · Novie McCabe      | Szwecja Tilde Baangman · Märta Rosenberg · Tove Ericsson · Louise Lindström             |
| 2021 | Vuokatti              | Szwecja Märta Rosenberg · Lisa Eriksson · Lisa Ingesson · Moa Hansson                                | Rosja Anna Kożinowa · Jewgienija Krupicka · Olga Żołudiewa · Wieronika Stiepanowa          | Norwegia Maria Hartz Melling · Emma Kirkeberg Mørk · Anna Heggen · Margrethe Bergane    |
| 2022 | Lygna                 | Norwegia Maria Hartz Melling · Emma Kirkeberg Mørk · Tuva Anine Brusveen-Jensen · Anna Heggen        | Rosja Jewgienija Krupicka · Darja Niepriajewa · Anna Kożinowa · Jelizawieta Bekiszewa      | Niemcy Verena Veit · Germana Thannheimer · Lara Dellit · Helen Hoffmann                 |
| 2023 | Whistler              | Norwegia Milla Grosberghaugen Andreassen · Lars Heggen · Tuva Anine Brusveen-Jensen · Mathias Holbæk | Szwecja Lisa Eriksson · Elias Danielsson · Tove Ericsson · Erik Bergström                  | Włochy Iris De Martin Pinter · Davide Ghio · Nadine Laurent · Aksel Artusi              |

## Tabela medalowa
Stan po MŚJ 2023
| Miejsce | Państwo           | złote | srebrne | brązowe | ogółem |
| 1.      | Norwegia          | 49    | 33      | 28      | 110    |
| 2.      | Rosja             | 25    | 27      | 27      | 76     |
| 3.      | Szwecja           | 23    | 29      | 22      | 74     |
| 4.      | Finlandia         | 12    | 12      | 19      | 43     |
| 5.      | ZSRR              | 11    | 8       | 11      | 30     |
| 6.      | Niemcy            | 10    | 13      | 17      | 41     |
| 7.      | NRD               | 8     | 5       | 8       | 21     |
| 8.      | Estonia           | 3     | 6       | 1       | 10     |
| 9.      | Czechy            | 3     | 3       | 4       | 10     |
| 10.     | Włochy            | 3     | 2       | 6       | 11     |
| 11.     | Francja           | 2     | 3       | 0       | 5      |
| 12.     | Polska            | 1     | 4       | 2       | 7      |
| 13.     | Czechosłowacja    | 1     | 4       | 2       | 7      |
| 14.     | Szwajcaria        | 1     | 1       | 6       | 8      |
| 15.     | Słowenia          | 1     | 1       | 1       | 3      |
| 16.     | Austria           | 1     | 1       | 0       | 2      |
| 17.     | Stany Zjednoczone | 0     | 2       | 3       | 5      |
| 18.     | Japonia           | 0     | 1       | 0       | 1      |
| 18.     | Kanada            | 0     | 1       | 0       | 1      |
| 20.     | Litwa             | 0     | 0       | 1       | 1      |